# استفتاء الإصلاح الدستوري الكولومبي 1957
استفتاء الإصلاح الدستوري الكولومبي 1957 عقد في كولومبيا في 1 ديسمبر 1957. حصلت النساء على حق التصويت لأول مرة، وتمت الموافقة على البرنامج بنسبة 95٪ من الناخبين.

## خلفية
بعد انقلاب في 10 مايو 1957 أصدر المجلس العسكري الحاكم المرسوم رقم 0247، الذي دعا إلى إجراء استفتاء على الإصلاحات الدستورية وانتخاب مجلس دستوري في 16 مارس 1958، وكذلك السماح للحزب الليبرالي وحزب المحافظين بتشكيل حكومة مؤقتة.